# Gmina Helsingborg
Gmina miejska Helsingborg (lub miasto Helsingborg; szw. Helsingborgs kommun alt. Helsingborgs stad) – gmina w Szwecji, w regionie Skania, z siedzibą w Helsingborgu.
Pod względem zaludnienia Helsingborg jest 9. gminą w Szwecji. Zamieszkuje ją 121 179 osób, z czego 51,46% to kobiety (62 353) i 48,54% to mężczyźni (58 826). W gminie zameldowanych jest 7373 cudzoziemców. Na każdy kilometr kwadratowy przypada 284,63 mieszkańca. Pod względem wielkości gmina zajmuje 218. miejsce.